# Ludwig Kaas

Ludwig Kaas in jungen Jahren

Ludwig Kaas (* 23. Mai 1881 in Trier; † 15. April 1952 in Rom) war ein deutscher katholischer Theologe und Politiker. Der anerkannte Kirchenrechtler wurde nach dem Ersten Weltkrieg Reichstagsabgeordneter der Zentrumspartei und war zwischen 1928 und 1933 deren Vorsitzender. Er steuerte die Partei auf einen rechten Kurs, unterschätzte die Gefahr, die von Adolf Hitler und der NSDAP ausging, und war zur Zusammenarbeit mit ihnen bereit. Nach Hitlers Machtübernahme schwor Kaas die Zentrumspartei auf die Zustimmung zum Ermächtigungsgesetz ein, das dem neuen Reichskanzler diktatorische Vollmachten zugestand. Anschließend ging er nach Rom und war auf Seiten des Heiligen Stuhls mit der Ausarbeitung des Konkordats mit dem Deutschen Reich beteiligt. Danach übte er verschiedene Ämter in der Kurie aus.

## Leben

### Frühe Jahre
Ludwig Kaas war Sohn des Kaufmanns und Landwirts Peter Kaas und dessen Frau Susanne (geb. Blum). Nach dem Abitur 1899 am Friedrich-Wilhelm-Gymnasium in Trier, das er als Schulbester abschloss, studierte Kaas Theologie am Priesterseminar in Trier und auf Empfehlung von Bischof Michael Felix Korum in Rom. Er gehörte dort dem Collegium Germanicum et Hungaricum an und studierte an der Gregoriana. Er wurde 1904 zum Dr. phil. und 1907 zum Dr. theol promoviert.
Bereits 1906 wurde er in Rom zum Priester geweiht. Nur kurzzeitig kehrte er als Kaplan in Adenau nach Deutschland zurück und lebte bis 1909 in Rom. Dort war er ab 1908 Kaplan des Collegio Teutonico di Santa Maria dell’Anima. Im Jahr 1909 wurde er in Rom im Fach kanonisches Recht promoviert.
Im selben Jahr war er kurzzeitig Kaplan in Kärlich. Im Jahr 1910 wurde er Präfekt und Rektor eines Waisenhauses bei Koblenz. Außerdem war er Religionslehrer und Subdirektor der Höheren Schule Kemperhof. Durch die Förderung von Bischof Korum setzte er sein rechtswissenschaftliches Studium in Bonn fort und habilitierte sich 1915/16 bei Ulrich Stutz mit der Arbeit „Die geistliche Gerichtsbarkeit der katholischen Kirche in Preußen.“

### Kirchenrechtler
In den folgenden Jahren war er rechtswissenschaftlich tätig und legte bedeutende Schriften vor. Vor diesem Hintergrund wurde er 1918 zum Professor für kanonisches Recht am Priesterseminar in Trier berufen. Ein Angebot, als Assistent an die Universität Bonn zu gehen, hatte er ausgeschlagen. Auch das Angebot eines Lehrstuhls in Bonn lehnte er 1919 ab. Allerdings wurde er Leiter einer Zweigstelle des Kaiser-Wilhelm-Instituts für ausländisches öffentliches Recht und Völkerrecht mit Sitz in Trier.
Als hervorragender Kirchenrechtler war er seit 1917 Berater des Apostolischen Nuntius Eugenio Pacelli (später Papst Pius XII.). Beide verband eine enge und lebenslang anhaltende Freundschaft. Kaas war auch Prälat und seit 1924 Domkapitular. Seit 1927 war er Ehrenmitglied der katholischen Studentenverbindung Alania-Bonn im CV sowie seit 1929 Mitglied der KDB Sigfridia zu Bonn im RKDB.

### Anfänge der politischen Tätigkeit
Etwa seit seiner Trierer Zeit interessierte sich Kaas für politische Fragen. Der Politik wandte er sich ab 1919 verstärkt zu. Er trat der Zentrumspartei bei. In dieser gehörte er zum gemäßigten rechten Flügel. Für den Wahlkreis Trier wurde er in die Weimarer Nationalversammlung gewählt. Als ausgewiesener Rechtsexperte gehörte er dem Verfassungsausschuss an. Dabei lag sein Hauptaugenmerk auf der Ausgestaltung der Stellung der Kirchen im neuen Staat. Der Verfassung stand er zu dieser Zeit positiv gegenüber.
Auch für außenpolitische Fragen wurde er herangezogen. So reiste er im Mai 1919 für zwei Tage nach Versailles, wo über den Friedensvertrag verhandelt wurde. Er wurde 1920 in den Reichstag gewählt, im Mai 1924 wiedergewählt; ebenso bei den Reichstagswahlen im Dezember 1924, im Mai 1928, im September 1930, im Juli 1932, im November 1932 und im März 1933.
In dieser Zeit war er Mitglied des Auswärtigen Ausschusses und machte sich als Außenpolitiker bald einen Namen. Von 1926 bis 1930 war er deutscher Delegierter beim Völkerbund. Er unterstützte die Politik von Gustav Stresemann (Reichskanzler von August bis November 1923) und insbesondere dessen Annäherung an Frankreich, obwohl er Vorbehalte im Detail und persönliche Aversionen gegen Stresemann hatte.
Kaas gehörte seit 1921 auch dem preußischen Staatsrat an. Er pflegte enge Beziehungen zu dessen Vorsitzendem Konrad Adenauer. Zeitweise befürwortete er wie Adenauer einen rheinischen Staat. Seinen Lehrstuhl gab er 1924 wegen seiner vielfältigen politischen Verpflichtungen auf. Zusammen mit Nuntius Pacelli plädierte er für ein Konkordat zwischen Deutschland und dem Heiligen Stuhl, konnte dieses ihm wichtige Ziel während der Weimarer Republik aber nicht durchsetzen. Eine bedeutende Rolle spielte er beim Zustandekommen des Preußenkonkordats, ohne dass es gelungen wäre, einen für die katholische Seite befriedigenden Schulartikel aufzunehmen.

### Parteivorsitzender
Die Zentrumspartei erlebte ein Nachlassen ihrer Bindungsfähigkeit mit dem Höhepunkt bei der Reichstagswahl 1928. Im selben Jahr zeichnete sich ab, dass der bisherige Parteivorsitzende Wilhelm Marx nicht noch einmal kandidieren würde. Für die Nachfolge bewarben sich mit Joseph Joos und Adam Stegerwald gleich zwei Vertreter des sozialpolitischen Flügels der Partei. Der dritte Kandidat war Kaas. Er galt als ein Kompromisskandidat, der unter anderem Garant dafür sein sollte, den Einfluss der christlichen Gewerkschaften zu begrenzen.
Er erhielt in einer Kampfabstimmung 184 von 318 abgegebenen Stimmen (57,9 %). Im Gegensatz zu den beiden anderen Kandidaten, die für bestimmte Interessen innerhalb der Partei standen, erhoffte man sich in der Partei durch die Wahl eines Priesters die Betonung der konfessionellen Grundlagen des Zentrums. Dies schien als ein Weg, der Erosion des politischen Katholizismus entgegenwirken zu können.
In der Folge schien eine stärkere Anlehnung des Zentrums an die Kirche und die katholische Aktion wie auch die Rechtsparteien möglich. Kaas äußerte sich zunehmend kritisch zum parlamentarischen System und ließ Sympathien für autoritäre Lösungen erkennen. Auf dem Katholikentag im August 1929 äußerte er: „Niemals ist der Ruf nach einem Führertum großen Stils lebendiger und ungeduldiger durch die deutsche Volksseele gegangen als in den Tagen, wo die vaterländische und kulturelle Not uns allen die Seele bedrückt.“
Der Wissenschaftler Kaas war seiner Rolle als Parteivorsitzender nicht immer gewachsen. Er setzte sich nicht immer mit vollem Einsatz ein und blieb etwa wichtigen Sitzungen fern. Dies hing auch damit zusammen, dass er seit 1930 in Sterzing (Südtirol) lebte und so in Krisenmomenten nicht in Berlin war.

### Von Müller zu Brüning

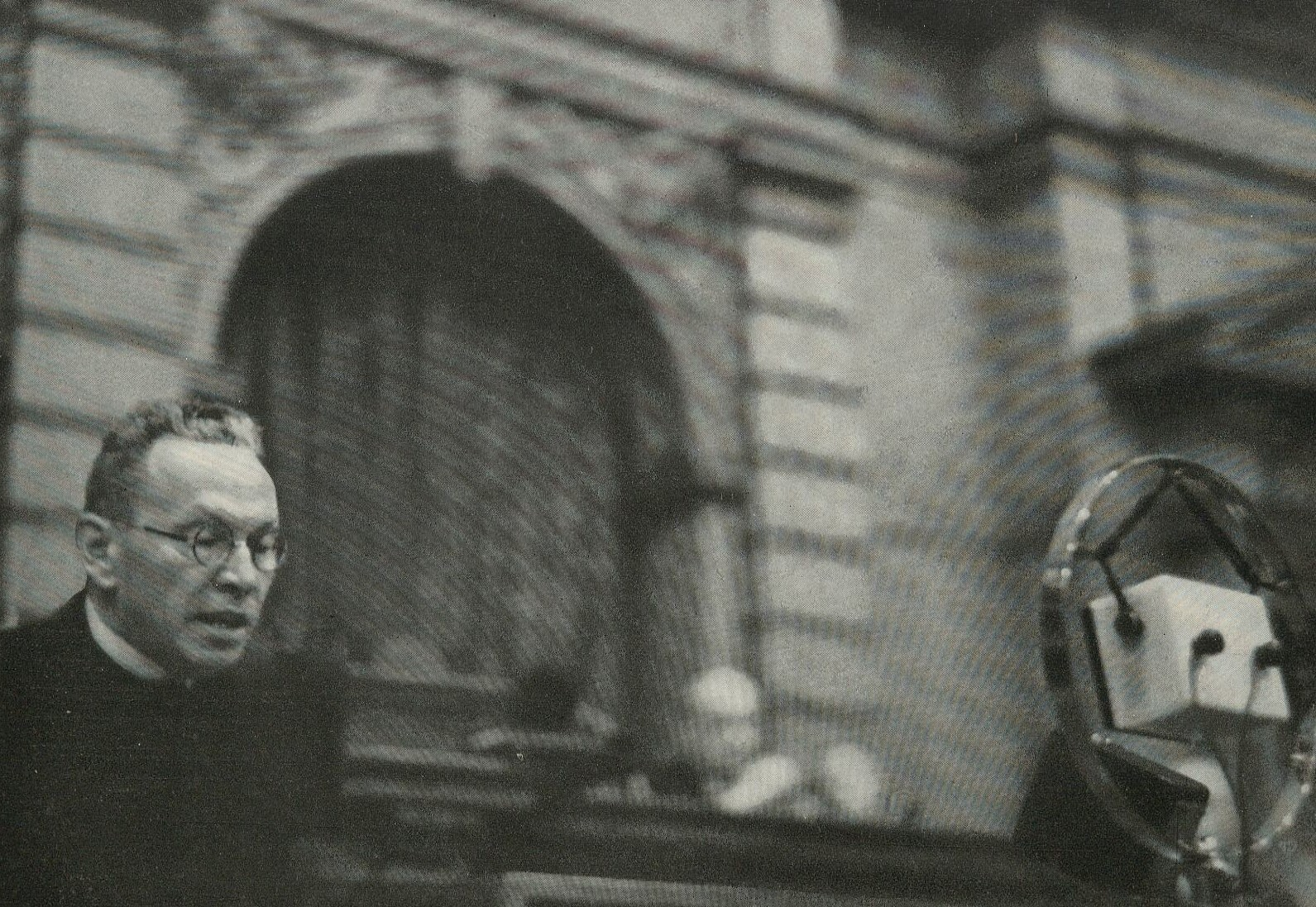
Erich Salomon: Kaas im Reichstag 1930

Eine Folge des Führungswechsels beim Zentrum war eine Regierungskrise. Als Bedingung für eine formelle große Koalition stellte das Zentrum Reichskanzler Müller unter anderem die Bedingung auf drei Ministerien. Nach verschiedenen Verhandlungen nahm das Zentrum Theodor von Guérard aus dem Kabinett Müller II. Durch die Aufkündigung der Unterstützung hatte die Regierung vorübergehend die Mehrheit im Parlament verloren, ehe es doch noch zu einer formellen großen Koalition unter Einschluss des Zentrums kam.
Nach der Ernennung von Heinrich Brüning zum Reichskanzler stand Kaas und damit die Partei hinter dem Kanzler. Er unterstützte ihn auch bei der Zurückdrängung des Reichstages. Auf der anderen Seite hielt sich Kaas spätestens seit 1931 die Option der Zusammenarbeit mit Hitler und der NSDAP offen. Damit stand er im Gegensatz zum Kanzler, was zur Entfremdung von Kaas und Brüning führte. Nach Meinung Brünings war Kaas seit Ende 1931 zu einem Bruch der Verfassung bereit. In den Sturz Brünings war er eingeweiht.

### Krise der Republik
Als Franz von Papen, der ebenfalls Zentrumsmitglied war, nach dem Sturz Brünings dessen Nachfolger werden sollte, machte ihm Kaas unmissverständlich deutlich, dass er diesen Schritt als Verrat betrachten würde. Papen trat folglich drei Tage später aus der Partei aus. Kaas bekämpfte Papen in der Folge politisch scharf.
Zeitweise kam es zu Koalitionsverhandlungen des Zentrums mit der NSDAP. Dieses Projekt scheiterte durch die Verluste der NSDAP und der katholischen Parteien bei der Reichstagswahl im November 1932. An der Absage einer Zusammenarbeit mit Papen hielt zunächst Kaas fest. Allerdings kam es am 16. November 1932 doch zu Verhandlungen zwischen Papen, Kaas und Joos über eine Unterstützung der Regierung durch das Zentrum. Kaas verlangte einen Rücktritt der Regierung und sprach sich zumindest indirekt für eine Koalitionsregierung unter Einschluss der NSDAP aus. In einer Besprechung mit Reichspräsident Paul von Hindenburg bekannte Kaas sich zum Ziel einer autoritären Regierung und gegen den Parlamentarismus: „Für das Ziel der nationalen Konzentration steht Ihnen die überzeugte und nachhaltige Mitarbeit des Zentrums unbedingt zur Verfügung. Ich habe schon in meiner Wahlrede in Münster gesagt, daß ich nur darin einen dauernden Ausweg aus der schwierigen Lage sehe, daß 3 bis 4 mutige Parteiführer einen Treue-Pakt untereinander machen, um eine Regierung zu unterstützen. Wir wollen nicht wieder zurückfallen in den Parlamentarismus, sondern wir wollen dem Reichspräsidenten einen politischen und moralischen Rückhalt schaffen für eine autoritäre Regierung, die vom Reichspräsidenten inspiriert und instruiert wird. Wir wollen nicht rückwärts, sondern vorwärts.“ Auch in der Folge hielt Kaas zunächst an den Plänen einer Koalitionsregierung mit der NSDAP fest.
Hindenburg beauftragte Kaas am 24. November, nach einer letzten parlamentarischen Krisenlösung zu suchen, nachdem Hindenburg Hitler nicht die Vollmachten eines Präsidialkabinetts hatte zugestehen wollen. Die Sondierungsgespräche, die Kaas führte, um doch noch ein neues Kabinett unter Papen zustande zu bringen, scheiterten. Deutsche Volkspartei und Bayerische Volkspartei erklärten sich zwar bereit, über ein Sachprogramm einer zukünftigen Regierung zu verhandeln, nicht aber Hitler und Alfred Hugenberg. Letztlich war Papen damit gescheitert. In Verhandlungen mit Reichswehrminister Kurt von Schleicher über die Bildung einer Regierung unter dessen Führung äußerte Kaas, dass er lieber Schleicher als Papen als Regierungschef sehen würde.
Als am Ende der Regierung Schleicher dieser als Staatsnotfallplan mit dem Gedanken spielte, den Reichstag aufzulösen, ohne sofort Neuwahlen anzusetzen, erteilte Kaas dem als Verfassungsbruch eine Absage. Er sah augenscheinlich in Schleicher eine größere Gefahr als in Hitler, der von Neuwahlen profitieren würde. Tatsächlich sah das Zentrum unter Kaas seit Längerem in einer Kanzlerschaft Hitlers, sofern dieser sich auf eine parlamentarische Mehrheit stützen konnte und die Einhaltung der Verfassung gelobte, die einzige legitime Lösung der politischen Krise.

### Ermächtigungsgesetz und Reichskonkordat

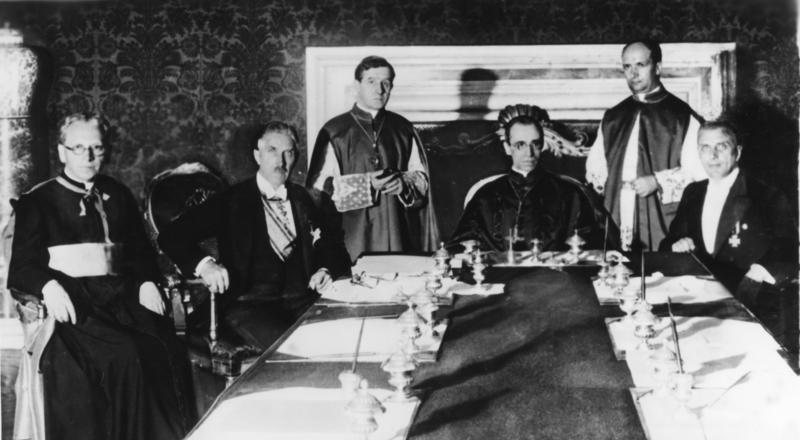
Prälat Ludwig Kaas (1.v.l.) bei der Unterzeichnung des Reichskonkordats

Nachdem Hitler am 30. Januar Reichskanzler geworden war, glaubte Kaas, dass es der deutschnationalen Mehrheit im Kabinett gelingen würde, Hitler zu zähmen. Hitler nahm unmittelbar nach seiner Ernennung Koalitionsgespräche mit Kaas auf. Von Hitlers Seite waren dies nur Scheinverhandlungen, mit denen er demonstrieren wollte, dass mit dem 1932 gewählten Parlament die Bildung einer stabilen Regierung nicht möglich sei. Kaas dagegen war tatsächlich noch immer an einem Regierungsbündnis mit der NSDAP interessiert. Als Hitler vorschlug, den Reichstag für ein Jahr zu vertagen, lehnte Kaas ab. Damit lieferte er Hitler den Vorwand, den er brauchte, um Hindenburg mit Erfolg um die Auflösung des Parlaments und Neuwahlen zu bitten.
Im Vorfeld der Abstimmung des Ermächtigungsgesetzes machten Hitler und Göring Kaas einige Versprechen. Sie nahmen einige Äußerungen von Kaas zum Verhältnis von Staat und Kirche in eine Regierungserklärung auf und machten dem Zentrum mündliche Versprechungen, auf deren schriftliche Fixierung die Partei vergeblich wartete. Papen deutete die Möglichkeiten eines Konkordats zwischen dem Reich und dem Heiligen Stuhl an. Dies war ein Ziel, das Kaas schon seit Langem verfolgte. Kaas war so gutgläubig, dass er sich für eine Zustimmung für das Gesetz in seiner Fraktion und Partei einsetzte. Hinzu kam, dass er selbst das parlamentarische System für Deutschland als untauglich und gescheitert ansah. Bei der entscheidenden Sitzung am 23. März konnte sich Kaas gegen eine Minderheit in der Reichstagsfraktion um Brüning durchsetzen. Brüning erinnerte sich später: Sein Widerstand „wurde schwächer, als Hitler von einem Konkordat sprach und Papen versicherte, dass ein solches so gut wie garantiert sei. Das war die Frage, die Kaas am meisten interessierte, aus seiner ganzen Anschauungswelt heraus.“
Kaas ging Anfang April, ohne die Partei zu informieren, nach Rom. Die zurückgebliebenen Parteiführer fühlten sich von Kaas im Stich gelassen. In Rom beauftragte der Kardinalstaatssekretär Pacelli Kaas mit den Verhandlungen für ein Konkordat mit dem Reich. Diese waren im Juli 1933 abgeschlossen, und der Vertrag wurde einige Monate später ratifiziert. Von der Kurie und Kaas war das Konkordat so konzipiert, dass es die Rechte der Kirche möglichst stark sicherte. Die Kirche erhielt die Zusicherung freier Entfaltung in religiöser Hinsicht, gab aber die politischen, sozialen und berufsständischen Organisationen des katholischen Milieus auf. Es zeigte sich aber bereits während des Kirchenkampfes, dass dieser Schutz eng begrenzt war. Für das Regime war das Konkordat von großer Bedeutung, indem es sein Ansehen unter den deutschen Katholiken stärkte, zum Ende des politischen Katholizismus beitrug und das außenpolitische Prestige verstärkte. Drei Tage vor der Paraphierung des Vertrags löste sich das Zentrum, dessen nomineller Vorsitzender Kaas immer noch war, auf.

### Tätigkeit an der Kurie
In der Folge widmete sich Kaas vor allem Fragen des Kirchenstaates. Er wurde 1934 Sekretär des Kardinalskollegiums und Domherr des Petersdoms. Seit 1936 war er Verwalter des Petersdoms. Als Leiter der Bauhütte war er auch mit den archäologischen Untersuchungen unterhalb des Doms betraut. Noch zu seiner Zeit wurde 1950 das angebliche Petrusgrab freigelegt.
Im Jahr 1937 wurde er zur Abfassung der Enzyklika Mit brennender Sorge hinzugezogen. Nach einem Schreiben des deutschen Diplomaten Fritz Menshausen, Botschaftsrat an der deutschen Botschaft beim Heiligen Stuhl, an Kardinalstaatssekretär Luigi Maglione soll Kaas während des Zweiten Weltkriegs als Drahtzieher einer möglichen Verschwörung gegen Hitler identifiziert worden sein. Es soll dabei um einen Separatfrieden zwischen Deutschland und England gegangen sein, den Kaas, Josef Müller und Robert Leiber erfolglos betrieben hätten.
Auch nach dem Ende des Krieges kehrte er nicht nach Deutschland zurück. Im Jahr 1950 setzte er sich in Rom noch für die Anerkennung der theologischen Fakultät in Trier ein.

### Grabstätte
Ludwig Kaas starb 1952 und wurde provisorisch in der Gruft des Germanicums beigesetzt. Als klar war, dass sein Leichnam nicht in die Heimat überführt werden würde, beantragte Matthias Wehr, der Bischof von Trier, ein Grab auf dem Campo Santo Teutonico. So wurden die sterblichen Überreste von Kaas am 7. November 1957 dorthin übertragen und das Grab in den Grotten von St. Peter mit einer Gruftplatte von Toni Fiedler mit einem Text von Papst Pius XII. verschlossen.

## Schriften

### 1908 bis 1952
- Ojetti, In ius Pianum et antepianum ex decreto »Netemere« commentarii, Romae 1908, in: Pastor bonus. Band 21, 1908/09, S. 138 f.
- K. Vollert, Sind in Preußen Kirchendiener Staatsbeamte?, in: Pastor bonus. Band 21, 1908/09, S. 352 f.
- L. Wouters, Commentarius in Decretum »Netemere«, Amsteldolami 1909, in: Pastor bonus. Band 21, 1908/09, S. 353.
- J. B. Sägmüller, Lehrbuch des kath. Kirchenrechts, Freiburg 21909, in: Pastor bonus. Band 22, 1909/10, S. 87–89.
- Th. v. d. Acker, Decreti »Ne temere« de sponsalibus et matrimonio interpretatio, Buscoduci 1909, in: Pastor bonus. Band 22, 1909/10, S. 393 f.
- Nova decreta de sponsalibus et matrimonio cum declarationibus authenticis, ed. C.
- Kiefer, Eystadii 1910, in: Pastor bonus. Band 22, 1909/10, S. 394.
- Christl. Erziehungslehre in Zitaten, Freiburg 1909, in: Pastor bonus. Band 22, 1909/10, S. 394.
- L. Wouters, De systemate morali dissertatio ad usum scholarum composita, Gulpen 1909, in: Pastor bonus. Band 22, 1909/10, S. 394.
- B. Ojetti, De Romana Curia, Romae 1910, in: Pastor bonus. Band 23, 1910/11, S. 309 f.
- H. Adams, Der irrende Brandstifter, Meckenheim-Oberkassel 1910, in: Pastor bonus. Band 23, 1910/11, S. 444.
- D. M. Valensise, Super Systema Theologiae Moralis, Neapoli 1908, in: Pastor bonus. Band 23, 1910/11, S. 499.
- F. Heiner, Der kirchl. Zivilprozeß, Köln 1910, in: Pastor bonus. Band 23, 1910/11, S. 500.
- M. Leitner, Die Verlobungs- und Eheschließungsform nach dem Dekrete Ne temere und der Konstitution Provida, Regensburg 1910, in: Pastor bonus. Band 23, 1910/11, S. 568.
- F. Schaub, Die neuesten Bestimmungen auf dem Gebiet des kath. Eherechts, Regensburg 1911, in: Pastor bonus. Band 23, 1910/11, S. 753.
- A. Backofen, Summa Iuris Ecclesiastici Publici, Romae 1910, in: Pastor bonus. Band 23, 1910/11, S. 753 f.
- A. De Smet, De Sponsalibus et Matrimonio, Brugis 21911, in: Pastor bonus. Band 24, 1911/12, S. 110 f.
- Die geistl. Gerichtsbarkeit der kath. Kirche in Preußen in Vergangenheit und Gegenwart mit bes. Berücksichtigung des Wesens der Monarchie, 2 Bände, Stuttgart 1915 und 1916, ND Amsterdam 1965.
- J. Freisen, Verfassungsgeschichte der kath. Kirche Deutschlands in der Neuzeit, Leipzig/Berlin 1916 in: ZSavRG Kan. Abt. 6, 1916, S. 451–465.
- Das Trierer Apostol. Vikariat Ehrenbreitstein (1816–1824). Ein Beitrag zur Geschichte und zum Recht der Sedes vacans: ZSavRG Kan. Abt. 7, 1917, S. 135–283.
- W. v. Hörmann zu Hörbach, Zur Würdigung des vatikan. Kirchenrechts, Innsbruck 1917: Deutsche Litteraturzeitung 38, 1917, S. 1179–1183, 1211–1215.
- Literatur zum neuen kirchl. Gesetzbuch, in: Pastor bonus. Band 30, 1917/18, S. 369–372.
- M. Laros, Der Intuitionsbegriff bei Pascal und seine Funktion in der Glaubensbegründung, Düsseldorf 1917, in: Pastor bonus. Band 30, 1917/18, S. 381 f.
- Literatur zum neuen kirchl. Gesetzbuch, in: Pastor bonus. Band 30, 1917/18, S. 555–560.
- A. Göpfert, Ergänzungen zur Moraltheologie, Paderborn 71918, in: Pastor bonus. Band 31, 1918/19, S. 328.
- I. Fahrner, Das Eherecht im neuen kirchl. Gesetzbuch, Straßburg 1918, in: Pastor bonus. Band 31, 1918/19, S. 328.
- A. Knecht, Grundriß des Eherechts, Freiburg 1918, in: Pastor bonus. Band 31, 1918/19, S. 329.
- A. Arndt, Die Zensuren latae sententiae nach neuestem Recht, Innsbruck 1918, in: Pastor bonus. Band 31, 1918/19, S. 329.
- J. Mausbach, Naturrecht und Völkerrecht, Freiburg 1918, in: Pastor bonus. Band 31, 1918/19, S. 329 f.
- Kriegsverschollenheit und Wiederverheiratung nach staatl. und kirchl. Recht, Paderborn 1919.
- Staat und Kirche im neuen Deutschland. Rede, gehalten auf dem Trierer Katholikentag am 12. Okt. 1919, Trier 1919.
- Das Zentrum im neuen Deutschland. Rede in der Zentrums-Versammlung zu Trier am 1. Mai 1919, Trier 1919.
- Die rechtl. Lage der kath. Kirche im nachrevolutionären Deutschland, in: Diözesansynode des Bistums Trier 28.–30. September 1920, Trier 1920, S. 27–33.
- Schlußwort, in: Diözesansynode des Bistums Trier 28.–30. September 1920, Trier 1920, S. 101–104.
- Außenpolitik des Reiches, in: Georg Schreiber (Hrsg.), Polit. Jahrbuch 1925, Mönchengladbach 1925, S. 11–34, ebd. 1926, S. 11–46, ebd. 1927/28, S. 11–62.
- Die Kirche im heutigen Deutschland, ihre Lage und Aufgabe: Abendland 2, 1926, S. 355–358.
- Der Völkerbundsgedanke als ethisches Problem, in: Deutschland und der Völkerbund, hrsg. von der Deutschen Liga für Völkerbund, Berlin 1926, S. 50–56.
- Die Kirche im heutigen Deutschland, ihre Lage und ihre Aufgabe, in: 66. Generalversammlung der Katholiken Deutschlands zu Dortmund 3.–6. Sept. 1927, hrsg. vom Generalsekretariat des Zentral-Komitees, Dortmund 1927, S. 82–91.
- Der Dienst am europäischen Gedanken, in: Nord und Süd 50, 1927, S. 202–206.
- Konkordatsrede, in: Germania Nr. 597/598 vom 24./25. Dez. 1928.
- Commission de Constatation et de Conciliation, in: Zeitschrift für ausländ. öffentl. Recht und Völkerrecht I/1, 1929, S. 132–154.
- Michael Felix Korum, in: StL 5III, 1929, S. 580–583.
- Von der kulturellen Sendung der Katholiken im Volksganzen, in: Die 68. Generalversammlung der Deutschen Katholiken zu Freiburg i. Br. vom 28. Aug. bis 1. Sept. 1929. Hrsg. vom Sekretariat des Lokalkomitees, Freiburg o. J., S. 246–259.
- Zur völkerrechtl. Sonderstellung der Rheinlande nach der Räumung, in: Europ. Gespräche. Hamburger Monatshefte für auswärtige Politik 7, 1929, S. 222–231.
- Eugenio Pacelli. Erster Apostol. Nuntius beim Deutschen Reich, in: Eugenio Pacelli. Gesammelte Reden. Ausgew. und eingel. von Ludwig Kaas, Berlin 1930, S. 7–24.
- Der Völkerbund als deutsche Aufgabe, in: Karl Anton Schulte (Hrsg.), Nationale Arbeit. Das Zentrum und sein Wirken in der deutschen Republik, Berlin 1930, 119–140; Görres-Gesellschaft und kath. Wissenschaft, in: Pastor bonus. Band 42, 1931, S. 81–82.
- Zur Einführung, in: Walter Hagemann, Deutschland am Scheideweg. Gedanken zur Außenpolitik, Freiburg 1931, S. V–VII.
- Nicht rückwärts – vorwärts! Rede, Berlin 1931.
- Deutsche Außenpolitik, in: Oscar Müller (Hrsg.), Krisis. Ein polit. Manifest, Weimar 1932, 51–61.
- Ein Brief des Zentrumsführers Kaas, in: Saarbrücker Landes-Zeitung 14 (1933) Ausg. Nr. 28 vom 29. Januar 1933.
- Der Konkordatstyp des faschistischen Italiens, in: Zeitschrift für ausländ. öffentl. Recht und Völkerrecht III/1, 1933, S. 488–522.
- Nuntius Eugenio Pacelli (1917–1929), in: Die Ostschweiz Nr. 158 vom 4. April 1949, S. 1 u. Nr. 160 vom 5. April 1949, S. 1 f.
- Porta Santa. Mit einem Geleitwort von S. Exz. Prälat Ludwig Kaas, Ökonom der Erzbasilika St. Peter und erklärenden Texten von H. Riedlinger, Luzern 1951.
- Prefazione, in: Esplorazioni sotto la Confessione di San Pietro in Vaticano, eseguite negli anni 1940–1949. Relazione a cura di B. M. Apollony Ghetti, A. Ferrua S. J., E. Josi, E. Kirschbaum S. J. Prefazione di Mons. L. Kaas, Bd. I, Città del Vaticano 1951, S. VII–XI.

### Post Mortem
- Tagebuch 7.–20. April 1930. Ludwig Kaas – Aus dem Nachlaß von Prälat Ludwig Kaas hrsg. von Rudolf Morsey, in: Stimmen der Zeit 166, 1960, S. 422–430.
- Briefe zum Reichskonkordat. Ludwig Kaas/Franz v. Papen. Hrsg. von Rudolf Morsey, in: Stimmen der Zeit 167, 1961, S. 11–30.
- Der Weg des Zentrums vom 5. April 1933, in: Josef Becker, Zentrum und Ermächtigungsgesetz 1933: Vierteljahrshefte für Zeitgeschichte 9, 1961, S. 195–210.
- Erste Jahreswende unter Hitler. Ein unbekannter Briefwechsel zwischen Ludwig Kaas und dem Abt von Grüssau. Zum 100. Geburtstag des Zentrumspolitikers am 23. Mai 1981, von Ludwig Volk, in: Stimmen der Zeit 199, 1981, S. 314–326.